# Nasser Al Sabah
El xeic Nasser Al Muhammad Al Ahmad Al Sabah (àrab: ناصر المحمد الأحمد الجابر الصباح, Nāṣir al-Muḥammad al-Aḥmad al-Jābir aṣ-Ṣabāḥ) (Al-Kuwait, 1940) va ser el primer ministre de l'estat de Kuwait des de 2006 fins a 2011. Va ser investit en el càrrec el 7 de febrer de 2006 pel seu oncle, l'emir Sabah Al Ahmad Al Jabir Al Sabah, a qui va succeir en el càrrec.
Es va graduar de la Universitat de Ginebra (Suïssa) en Ciència Política i Economia. Abans de convertir-se en primer ministre, va ser ambaixador a l'Iran i Afganistan. També va ocupar el càrrec de ministre d'Informació, d'Assumptes Socials i Ocupació, de Relacions Exteriors i ministre de la Cort Reial. L'Emir reelegí al xeic Nasser com primer ministre el 6 de març de 2007. El 3 de novembre de 2007, el president del Parlament Jassem Al Kharafi va dir a la televisió panàrab Arabiya en una entrevista que tenia dubtes sobre les decisions del primer ministre. Una transcripció de l'entrevista va ser publicada en el diari Alrai, que incloïa el comentari d'Al Kharafi que massa remodelacions requereixen "una revisió i una avaluació de les mesures que s'han de prendre." Al Kharafi va dir que la reorganització no hauria d'haver estat postergada per tot l'estiu i indicava una "política de pedaços" pels problemes, en lloc de resoldre'ls. Va dimitir en 2011 enmig de les protestes de la primavera àrab.